# Tetragnatha sinuosa
Tetragnatha sinuosa är en spindelart som beskrevs av Arthur M. Chickering 1957. Tetragnatha sinuosa ingår i släktet sträckkäkspindlar, och familjen käkspindlar.
Artens utbredningsområde är Panama. Inga underarter finns listade i Catalogue of Life.